# Karen Gallardo
Karen Pamela Gallardo Pinto (Valdivia, 6 de marzo de 1984) es una atleta chilena especializada en el lanzamiento de disco. Ha participado en un Campeonato Mundial de Atletismo, Juegos Olímpicos y variadas competencias a nivel sudamericano y americano.

## Trayectoria
Obtuvo una medalla de oro en los Juegos Suramericanos de 2006 realizados en Buenos Aires, Argentina. En los Juegos Panamericanos de 2011, celebrados en Guadalajara, México, obtuvo el 5° lugar en su disciplina. En agosto de ese mismo año clasificó a los Juegos Olímpicos de Londres 2012 en el "Grand Prix Metropolitano" realizado en el Estadio Nacional de Chile.
En julio de 2012 obtuvo el bronce en el XV Campeonato Iberoamericano de Atletismo.
El 3 de agosto de 2012 debutó en los Juegos Olímpicos de Londres, donde obtuvo una marca de 58,82 en su primer lanzamiento. En el segundo lanzamiento logró una marca de 60,09, su mejor puntuación del año. Quedó en el lugar 21 de 34 competidoras, por lo que no pudo clasificar a la final.
Gallardo participó en los Juegos Suramericanos de Santiago 2014, donde obtuvo una medalla de oro con un lanzamiento de 59,65 metros.
También ganó en medalla de oro en el Campeonato Iberoamericano de Sao Paulo 2014.
En diciembre de 2014 fue elegida por sus pares como la Deportista Team 2014, premio entregado por el Comité Olímpico de Chile.
El 2 de agosto de 2015, en el XCV Campeonato de España de Atletismo realizado en Castellón de la Plana, Gallardo consiguió una marca de 61,1 metros en el lanzamiento de disco, superando el récord nacional y clasificando a los Juegos Olímpicos de Río de Janeiro 2016.
En marzo de 2018, Karen Gallardo ganó medalla de oro en el Quinto Campeonato Nacional de Lanzamientos, certamen que tuvo lugar en la ciudad de Chillán, Chile, destacando con un lanzamiento de 53,25 metros.
En abril de 2019, de igual modo, ganó medalla de oro en el Gran Prix  Sudamericano Orlando Guaita, siendo una de las deportistas más destacadas de la jornada.
Karen, de igual modo, se ha dedicado activamente  a labores sociales y educativas, tales como visitas a destacadas Universidades Chilenas con la finalidad de promover el deporte en Chile y generar alianzas de colaboración con entidades universitarias.